# Федяев, Иван Фёдорович
Иван Фёдорович Федяев (укр. Іван Федорович Федяєв; 1894 года, Москва, Российская империя — 2 сентября 1937 года, Киев) — советский революционный и государственный деятель. Глава Харьковского областного совета, председатель исполнительного комитета Гомельского губернского совета, председатель исполнительного комитета Днепропетровского областного Совета. Член РСДРП(б) с 1917 года. Расстрелян в 1937 году, реабилитирован посмертно.

## Биография
Иван Федяев родился в 1896 году в Москве в семье рабочего.
В 1917 году вступил в РСДРП(б). В рядах красногвардейцев участвовал в октябрьских боях на баррикадах с юнкерами, участвовал во взятии Московского Кремля. В ноябре 1917 года стал комиссаром по национализации банков в Москве.
В 1918 году с мандатом за подписью Артема был направлен в провинцию, стал председателем Оргбюро, а потом Новозыбковского уездного комитета КП(б) Украины.
В феврале 1919 году стал председателем Новозыбковского уездного революционного комитета (Гомельская губерния) и председателем новозыбковской уездной комиссии по борьбе с бандитизмом. Когда в Гомеле началось контрреволюционное восстание во главе с офицером Стрекопытовым, в Новозыбкове была создана особо уполномоченная комиссия, которую возглавил И.Ф.Федяев. 26 марта 1919 года был сформирован отряд из коммунистов под командованием И. Ф. Федяева, Н. М. Голодеда, Н. М. Прокофьева, который одним из первых прибыл в Гомель для оказания помощи в подавлении мятежа.
В 1920 году, когда войска Польши подходили к Гомелю, большая группа новозыбковских коммунистов во главе с И. Ф. Федяевым добровольно отправилась на фронт. Сформированная 12-я кавалерийская дивизия, военным комиссаром которой был назначен Федяев, вошла в состав 12-й армии и  доблестно сражалась на фронте, за что была награждена К. Е. Ворошиловым Почетной грамотой, а Федяева наградили Почетным Революционным оружием.
С ноября 1921 года по 1922 год был председателем исполнительного комитета Гомельского губернского совета.
5 апреля 1922 года вошёл в губкомиссию по изъятию церковных ценностей, а 30 апреля 1922 года стал её председателем.
Работал заведующим отделом управления, а также заведующим губфинотдела. С 1923 по 1925 годы работал председателем Гомельского губисполкома.
C 1925 года Федяев работал начальником управления Народного комиссариата финансов СССР. Заочно закончил финансово-экономический институт.
В последующие годы работал в Смоленске председателем Западного облплана и заместителем председателя облисполкома. В 1932 году  был командирован в Харьков, где работал вместе с П. П. Постышевым и С. В. Косиором.
С 23 января 1934 года по 1937 год — кандидат в члены ЦК КП(б) Украины.
С 9 мая 1934 года по октябрь 1935 года — председатель Харьковского областного совета.
С сентября 1936 года— заместитель председателя Исполнительного комитета Днепропетровского областного Совета.
С 9 сентября 1936 по июль 1937 года— председатель исполнительного комитета Днепропетровского областного Совета.
Арестован 3 июля 1937 года. Внесен в Сталинский расстрельный список от 25 августа 1937 года  по 1-й категории («Центральный аппарат УГБ НКВД УССР») («за» Сталин, Молотов). Выездной сессией ВКВС СССР в Киеве приговорен к ВМН 1 сентября 1937 года. Расстрелян в ночь на 2 сентября 1937 г. в числе 48 осужденных (А Н. Асаткин-Владимирский, Н. А. Алексеев, А. Г. Соколов, И. А. Воробьёв , И. А. Гаврилов,  Р. Я. Потапенко, В. Н. Струц, А. У. Холохоленко, И. А. Сапов, М. Г. Олейник и др.). Место захоронения — спецобъект НКВД УкрССР «Быковня». Реабилитирован посмертно ВКВС СССР 22 декабря 1956 года на осн. ст.4 п.5 УПК РСФСР.

## Память
В честь Ивана Федяева в Новозыбкове назвали улицу, так как благодаря ему в городе появились спичечные фабрики, лечебные учреждения и школы, появилось организованное снабжение населения продовольствием.